# Гісаро-Алай
Гісаро-Алай — гірська система у Середній Азії, між Паміром і Ферганською долиною у Киргизстані, Таджикистані та Узбекистані. З півдня обмежується Каршинським степом, Таджицькою депресією і Алайською долиною.

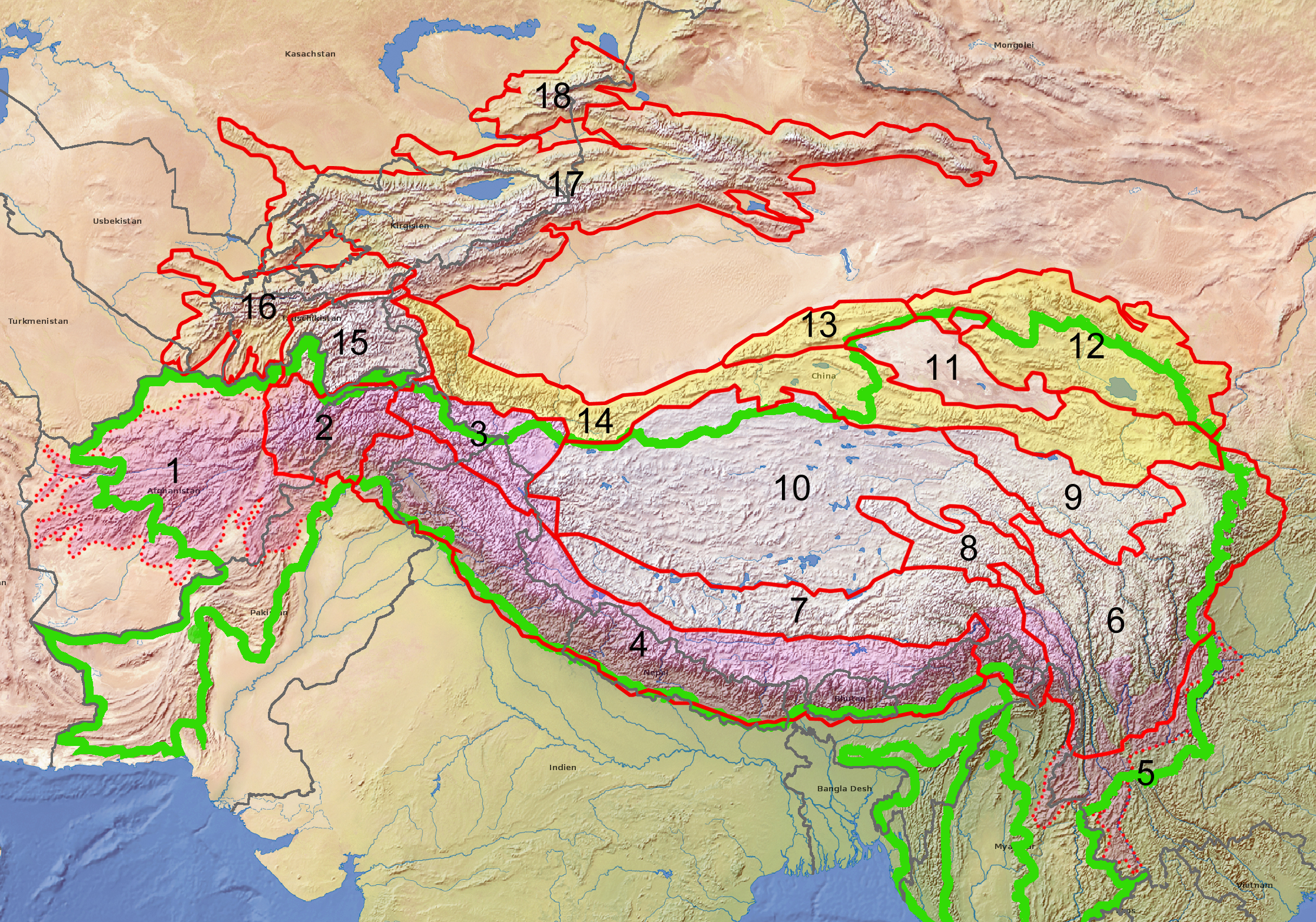
Позначено 16 на схемі

Довжина із заходу на схід близько 900 км, ширина до 150 км.
Переважають висоти близько 5000 м, у районі гірського вузла Матча — 5621 м. Гісаро-Алай — складчасте утворення герцинського віку, укладене осадовими та метаморфічними породами із включенням гранітів, діоритів.
З інтрузіями пов'язані родовища вольфраму, молібдену, арсену, золота, ртуті (Хайдаркан, Чаувай, Кадамджай), стибію (Шінг-Магіан, Джіжікрут), вугілля (Сулюкта, Шураб, Кизил-Кія).
Найвищі гірські пасма і хребти знаходяться у західній і середній частинах Гісаро-Алаю (Туркестанський, Зеравшанський, Гісарський та Алайський) і мають високогірний рельєф.
Поширений карст — головним чином печери та провалля (Кан-і-Гут, Київська та ін.).
У західній частині переважають середньовисотні хребти (Мальгузар, Нуратау та ін.), масиви низьких гір. Розвинуті лесові передгір'я (адири). Клімат обумовлений висотною поясністю.
Річки належать головним чином до басейну Зеравшана та Амудар'ї.
Озера: Маргузор, Іскандеркуль та ін.
Найбільший льодовик — Зеравшанський льодовик (довжина близько 25 км).